# فیرویو ویلیج (پنسیلوانیا)
فیرویو ویلیج (به انگلیسی: Fairview Village) یک منطقهٔ مسکونی در ایالات متحده آمریکا است که در شهرستان مونتگومری، پنسیلوانیا واقع شده‌است. فیرویو ویلیج ۱۳۴٫۱۱ متر بالاتر از سطح دریا قرار دارد.